# Brumptiana lineata
Brumptiana lineata är en ringmaskart som beskrevs av Knight-Jones och Llewellyn 1984. Brumptiana lineata ingår i släktet Brumptiana, och familjen fiskiglar. Arten har ej påträffats i Sverige.